# Jurnalul Annei Frank (film din 1959)
Jurnalul Annei Frank (în engleză The Diary of Anne Frank) este un film din 1959 inspirat din piesa omonimă câștigătoare a Premiului Pulitzer, care a fost realizată după jurnalul Annei Frank. El a fost regizat de George Stevens, după un scenariu scris de Frances Goodrich și Albert Hackett. Aceasta este prima ecranizare cinematografică atât a piesei, cât și a poveștii originale, și conține trei membri ai distribuției originale de pe Broadway. Filmul a fost turnat într-un studio din Los Angeles, în timp ce exterioarele au fost filmate în apropierea clădirii propriu-zise din Amsterdam.

## Jurnalul Annei Frank (The diary of a young girl)
Filmul s-a bazat pe Jurnalul Annei Frank, o fată evreică care a trăit ascunsă, împreună cu familia ei, în timpul celui de-al Doilea Război Mondial. Majoritatea însemnărilor din jurnalul ei au fost adresate către o prietenă necunoscută denumită „Dragă Kitty”. Jurnalul a fost publicat după sfârșitul războiului de către tatăl ei, Otto Frank (interpretat de Joseph Schildkraut, evreu și el). La această dată, toți ceilalți membri ai familiei au fost uciși de către naziști. 

## Premiile Oscar
The Diary of Anne Frank a câștigat trei premii Oscar în 1960, inclusiv premiul pentru cea mai bună actriță pentru Shelley Winters. În 2006, The Diary of Anne Frank a fost considerat al XVIII-lea cel mai inspirator film american și inclus în lista AFI's 100 Years...100 Cheers.

## Rezumat
În 1945, în timp ce camion cu supraviețuitori ai războiului se oprește în fața unei fabrici din Amsterdam la sfârșitul celui de-al Doilea Război Mondial, Otto Frank (Joseph Schildkraut) coboară și intră înăuntru. După ce urcă scările către mansarda pustie, Otto găsește mănușa unei fete aruncată pe jos și suspină, apoi i se alătură și îl mângâie Miep Gies (Dodie Heath) și dl. Kraler (Douglas Spencer), angajați ai întreprinderii sale care l-au protejat de naziști. După ce-și dă seama că el este acum singur, Otto începe să caute jurnalul scris de fiica lui, Anne. Miep îi înmânează prompt jurnalul și Otto simte o consolare citind cuvintele scrise de fiica lui cu trei ani mai devreme.

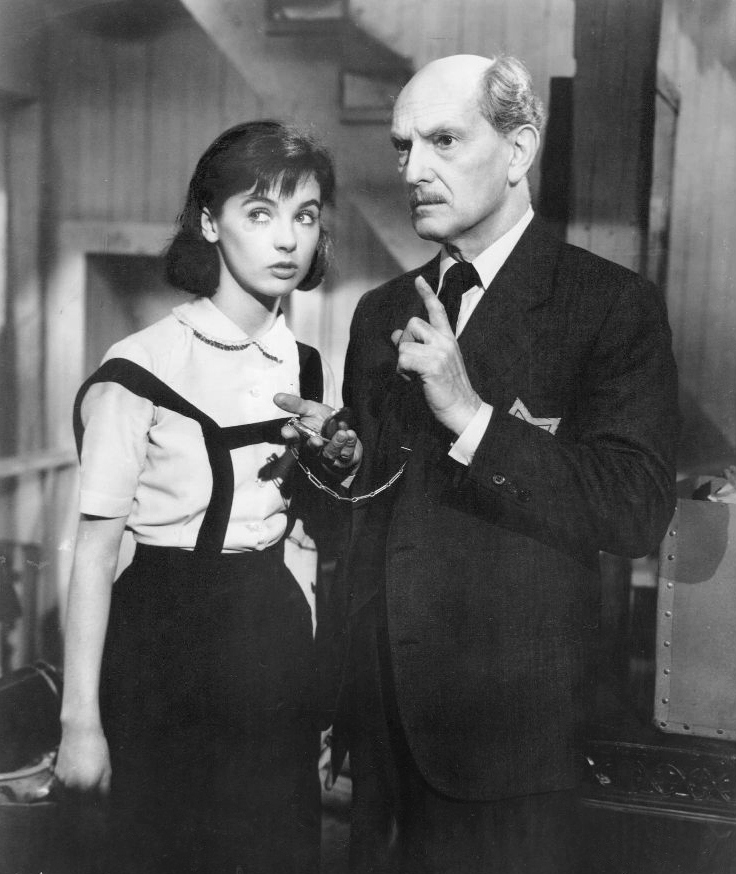
Millie Perkins în rolul Annei Frank și Joseph Schildkraut în rolul lui Otto Frank.

Acțiunea se mută în iulie 1942, când Anne (Millie Perkins) începe să descrie restricțiile impuse evreilor care au determinat familia Frank să se ascundă în interiorul companiei de distribuție a condimentelor. Ascunzătoarea este împărțită cu soții Van Daan (Lou Jacobi și Shelley Winters) și cu fiul lor adolescent, Peter (Richard Beymer). Kraler, care lucrează în biroul de mai jos, și Miep, asistenta sa, au aranjat ascunzătoarea și avertizează familiile că trebuie să păstreze o tăcere strictă în timpul zilei, în timp ce muncitorii sunt acolo. În prima zi, timpul se scurge greu în tăcere. După terminarea programului de lucru, Kraler aduce produse alimentare și o cutie pentru Anne care conținea fotografiile actorilor ei preferați de cinema și un jurnal gol. În primele pagini ale jurnalului, Anne descrie ciudățenia de a nu putea să iasă afară sau să respire aer curat. Se afirmă că toată lumea este bună la inimă.
Pe măsură ce lunile trec, energia nestăpânită a Annei iese în evidență și ea îl tachinează în mod constant pe Peter, care este atașat doar de pisica lui, Moushie. Izolați de lumea din afara, Otto face exerciții școlare cu Anne și Margot (Diane Baker) în timp ce afară se aud frecvent sunetele sirenelor și bombardierelor. Doamna Van Daan își petrece timpul povestind amintiri frumoase din tinerețea ei și mângâind ultimul ei bun rămas, haina de blană dată de tatăl ei. Tensiunea traiului într-un spațiu restrâns îi determină pe soții Van Daan să se certe și o aduc pe Anne în conflict cu mama ei (Gusti Huber). Într-o zi, Kraler aduce un radio la mansardă, oferind familiilor ocazia de a auzi vești de prin lume. Curând după aceea, Kraler le cere să adăpostească o altă persoană, un dentist evreu pe nume Albert Dussell (Ed Wynn). Când Van Daan se plânge că prezența unei alte persoane le va diminua rația de alimente, Dussell povestește condițiile groaznice de afară, cu evrei care dispar brusc și sunt expediați în lagărele de concentrare. Când Dussell confirmă dispariția mai multor familii care le erau prietene, speranțele celor două familii se diminuează.
Într-o noapte, Anne o visează pe una dintre prietenele ei într-un lagăr de concentrare și se trezește țipând. În octombrie 1942 cei opt află vestea debarcării Aliaților în Africa, iar bombardamentele de afară se intensifică, uzând tot mai mult nervii refugiaților. În timpul sărbătorii de Hanuka, Margot își reamintește cu multă plăcere festivitățile din trecut și Anne oferă mici cadouri tuturor. Când Van Daan îl anunță brusc pe Peter că trebuie să scape de Moushie pentru că pisica consumă prea multe alimente, Anne protestează. Cearta se întrerupe, atunci când aud un hoț intrând tiptil în camera vecină. Peter atinge apoi un obiect care cade pe podea în timp ce încerca să o prindă pe Moushie, iar hoțul speriat ia o mașină de scris și fuge. Un paznic observă spargerea și anunță doi polițiști germani care fac o percheziție, luminând cu lanternele biblioteca ce ascunde intrarea la mansardă. Familiile așteaptă speriate până ce Moushie calcă într-o farfurie de pe masă și miaună, liniștindu-i pe polițiști care cred că zgomotul a fost provocat doar de o pisică. După ce polițiștii pleacă, Otto, sperând să îi încurajeze pe refugiați, îi convinge pe toți să cânte un imn religios de Hanuka.
În ianuarie 1944, Anne, în pragul feminității, începe să atragă atenția lui Peter. Când Miep aduce grupului un tort, Dussell și Van Daan încep să se certe pe mărimea porțiilor și apoi Van Daan îi cere lui Miep să vândă haina de blană a soției lui, astfel încât el să-și poată cumpăra țigări. După ce Kraler anunță că unul dintre angajații săi a cerut o mărire de salariu și a sugerat că se întâmplă ceva ciudat în pod, Dussell comentează pesimist că descoperirea lor este doar o chestiune de timp. Anne, disperată, dă vina pe adulți pentru războiul care i-a distrus toate speranțele și idealurile. Atunci când ea iese furioasă din cameră, Peter o urmează și o consolează. Mai târziu, Anne își mărturisește visul de a deveni scriitoare și Peter își exprimă vocal frustrarea față de neputința lui de a se alătura celor ce luptă împotriva războiului. În aprilie 1944, pe fondul discuțiilor despre eliberarea țării, membrii familiei Frank se uită neputincioși sum tot mai mulți evrei sunt conduși pe străzi de militarii germani. Tensiunile cresc, iar atunci când Van Daan încearcă să fure niște pâine de la alții, Edith îl observă și îi cere să plece. În timp ce Dussell și Van Daan se ceartă cu privire la alimente, se aude la radio vestea debarcării Aliaților în Normandia și Van Daan izbucnește rușinat în lacrimi. Încurajați de știrile primite, toți își cer scuze pentru cuvintele dure, iar Anne visează că se va întoarce toamna la școală.
Prin iulie 1944, invazia se împotmolește și Kraler este internat în spital cu ulcer. Auzind că Gestapo-ul a găsit mașina de scris furată, Anne scrie că jurnalul ei îi oferă o cale de a trăi după moartea ei. După ce soții Van Daan încep să se certe din nou, Peter declară că el nu poate tolera această situație, iar Anne îl calmează, amintindu-i de bunătatea celor care au venit în ajutorul lor. Conversația lor este întreruptă de sirenele apropierii unui camion al Gestapo-ului. Anne și Peter stau îmbrățișați, așteptând arestarea lor iminentă, și se sărută cu pasiune. În timp ce soldații germani sparg biblioteca ce acoperea intrarea în ascunzătoare, Otto declară că ei nu mai trebuie să trăiască în frică, ci pot merge mai departe cu speranță.
Acțiunea filmului revine în anul 1945, iar Otto le spune lui Miep și Kraler că a aflat în lunga sa călătorie spre casă după eliberarea din lagărul de concentrare că Edith, Margot, cei trei membri ai familiei Van Daan și Dussell au murit, dar a avut întotdeauna speranța că, poate, Anne a supraviețuit cumva. El dezvăluie cu tristețe că a întâlnit la Rotterdam în ziua precedentă o femeie care a fost în lagărul Bergen-Belsen cu Anne și care i-a confirmat moartea ei. Otto se uită apoi în jurnalul Annei și citește: „În ciuda tuturor evenimentelor, eu încă mai cred că oamenii sunt cu adevărat buni la inimă” și reflectează la optimismul de nezdruncinat al fiicei lui.

## Distribuție
- Millie Perkins - Anne Frank
- Joseph Schildkraut - Otto Frank (repetându-și rolul din piesa de teatru)
- Shelley Winters - Petronella van Daan
- Richard Beymer - Peter van Daan
- Gusti Huber - Edith Frank (repetându-și rolul din piesa de teatru)
- Lou Jacobi - Hans van Daan (repetându-și rolul din piesa de teatru)
- Diane Baker - Margot Frank
- Douglas Spencer - Kraler
- Robby Heath - Miep (creditată Dody Heath)
- Ed Wynn - Albert Dussell

Otto Frank i-a scris personal lui Audrey Hepburn, întrebând-o dacă ar putea interpreta rolul fiicei lui, Anne. Frank i-a spus lui Hepburn că fiica lui ar fi fost onorată să fie interpretată de o actriță atât de faimoasă de la Hollywood și a remarcat, de asemenea, asemănarea izbitoare care exista între Anne și Hepburn, atunci când ea era adolescentă. Ea a fost inițial interesată de rol, iar numele ei apare pe coperta din spate a exemplarelor jurnalului care au fost tipărite și vândute pentru a promova „viitorul film”.
În perioada preproducției, Hepburn i-a scris înapoi în cele din urmă lui Otto Frank și a declinat oferta, spunând că a simțit că era prea în vârstă și că nu avea abilitățile actoricești necesare pentru a o portretiza pe Anne. Ea a spus că era foarte onorată pentru că a fost aleasă pentru acest rol și a remarcat similaritatea dintre propria ei experiență de război și cea a familiei Frank și a celorlalți evrei refugiați  în anexă.

## Producție

### Origine
- Jurnalul Annei Frank este adaptarea cinematografica a piesei de teatru de succes de pe Broadway și a jurnalului Annei Frank. La momentul turnării filmului, cartea fusese deja vândută către milioane de oameni din întreaga lume.
- Potrivit unui articol publicat în 1955 în Daily Variety, Garson Kanin, cel care a pus în scenă piesa de pe Broadway, și Milton Sperlin de la Warnes Bros. au avut intenția de a achiziționa drepturile de adaptare cinematografică. Cu toate acestea, Buddy Adler de la Twentieth Century Fox a fost cel care le-a obținut. Un articol publicat în octombrie 1956 în Hollywood Reporter a arătat că Fox se afla în negocieri cu William Wyler pentru a regiza filmul. Cu toate acestea, potrivit informațiilor publicate în februarie 1957 în aceeași revistă, persoana care a fost angajată să-l regizeze a fost George Stevens.

### Turnarea
- Durata: din 5 martie până în 11 august și în 24 noiembrie 1958
- Locul filmării: Amsterdam
- Anne Frank este descrisă în film ca victima universală a naziștilor și nu sunt prezentate publicului condițiile morții ei. George Stevens a explicat că el nu a vrut să se aventureze în zone prea supărătoare. În film, el nu arată lagărele de concentrare, prezentându-le doar într-o secvență a unui vis al Annei.
- Inițial, George Stevens nu a vrut să filmeze în Cinemascop deoarece el credea că acest procedeu nu transmitea efectul claustrofobic pe care voia să-l reproducă. Când Spyros Skouras, președintele companiei Twentieth Century Fox, a optat pentru filmarea pentru ecran lat, George Stevens și operatorul William C. Mellor au decis să reducă spațiul prin limitarea acțiunii la centrul ecranului. Mellor a folosit mai degrabă tuburi fluorescente, filtre și gaze[necesită clarificare] pentru a crea o lumină naturală decât iluminarea obișnuită a studiourilor.

## Premiera
Filmul a avut premiera pe 18 martie 1959, la Palace Theatre din New York City.

## Premii și nominalizări

### Premii
| Premii                            | Premii                         | Premii                                                      | Premii                                                                                               | Premii       |
| Premiu                            | Data ceremoniei                | Categorie                                                   | Premiați/nominalizați                                                                                | Rezultat     |
| --------------------------------- | ------------------------------ | ----------------------------------------------------------- | --- | ------------ |
| Premiile Oscar                    | 4 aprilie 1960                 | Cel mai bun film                                            | George Stevens                                                                                       | Nominalizare |
| Premiile Oscar                    | 4 aprilie 1960                 | Cel mai bun actor în rol secundar                           | Ed Wynn                                                                                              | Nominalizare |
| Premiile Oscar                    | 4 aprilie 1960                 | Cea mai bună actriță în rol secundar                        | Shelley Winters (statueta Oscar a lui Shelley este expusă acum în Casa Anne Frank din Amsterdam)     | Câștigat     |
| Premiile Oscar                    | 4 aprilie 1960                 | Cel mai bun regizor                                         | George Stevens                                                                                       | Nominalizare |
| Premiile Oscar                    | 4 aprilie 1960                 | Cea mai bună imagine în alb-negru                           | William C. Mellor                                                                                    | Câștigat     |
| Premiile Oscar                    | 4 aprilie 1960                 | Cele mai bune decoruri într-un film alb-negru               | Direcție artistică: George W. Davis și Stuart A. Reiss; Decoruri: Walter M. Scott și Lyle R. Wheeler | Câștigat     |
| Premiile Oscar                    | 4 aprilie 1960                 | Cele mai bune costume într-un film alb-negru                | Charles LeMaire și Mary Wills                                                                        | Nominalizare |
| Premiile Oscar                    | 4 aprilie 1960                 | Cea mai bună coloană sonoră într-un film dramatic sau comic | Alfred Newman                                                                                        | Nominalizare |
| Directors Guild of America        | 6 februarie 1960               | Realizare regizorală remarcabilă în film                    | George Stevens                                                                                       | Nominalizare |
| Premiile Globul de Aur            | 10 martie 1960                 | Cel mai bun film dramatic                                   | | Nominalizare |
| Premiile Globul de Aur            | 10 martie 1960                 | Cel mai bun film ce promovează înțelegerea internațională   | | Câștigat     |
| Premiile Globul de Aur            | 10 martie 1960                 | Cel mai bun actor (dramă)                                   | Joseph Schildkraut                                                                                   | Nominalizare |
| Premiile Globul de Aur            | 10 martie 1960                 | Cea mai bună actriță în rol secundar                        | Shelley Winters                                                                                      | Nominalizare |
| Premiile Globul de Aur            | 10 martie 1960                 | Cel mai bun regizor                                         | George Stevens                                                                                       | Nominalizare |
| Premiile Globul de Aur            | 10 martie 1960                 | Cea mai promițătoare debutantă                              | Diane Baker                                                                                          | Nominalizare |
| National Board of Review          | sfârșitul lunii decembrie 1959 | Top Ten Films                                               | | locul 4      |
| Premiile Writers Guild of America | 6 mai 1960                     | Cel mai bun scenariu al unei drame americane                | Albert Hackett și Frances Goodrich                                                                   | Câștigat     |

### Alte premii
Filmul a fost prezentat la Festivalul de Film de la Cannes din 1959 și la prima ediție a Festivalului Internațional de Film de la Moscova.
Institutul American de Film a inclus acest film pe locul 18 în lista celor mai inspiratoare filme, AFI's 100 Years...100 Cheers.